# Commerce silencieux

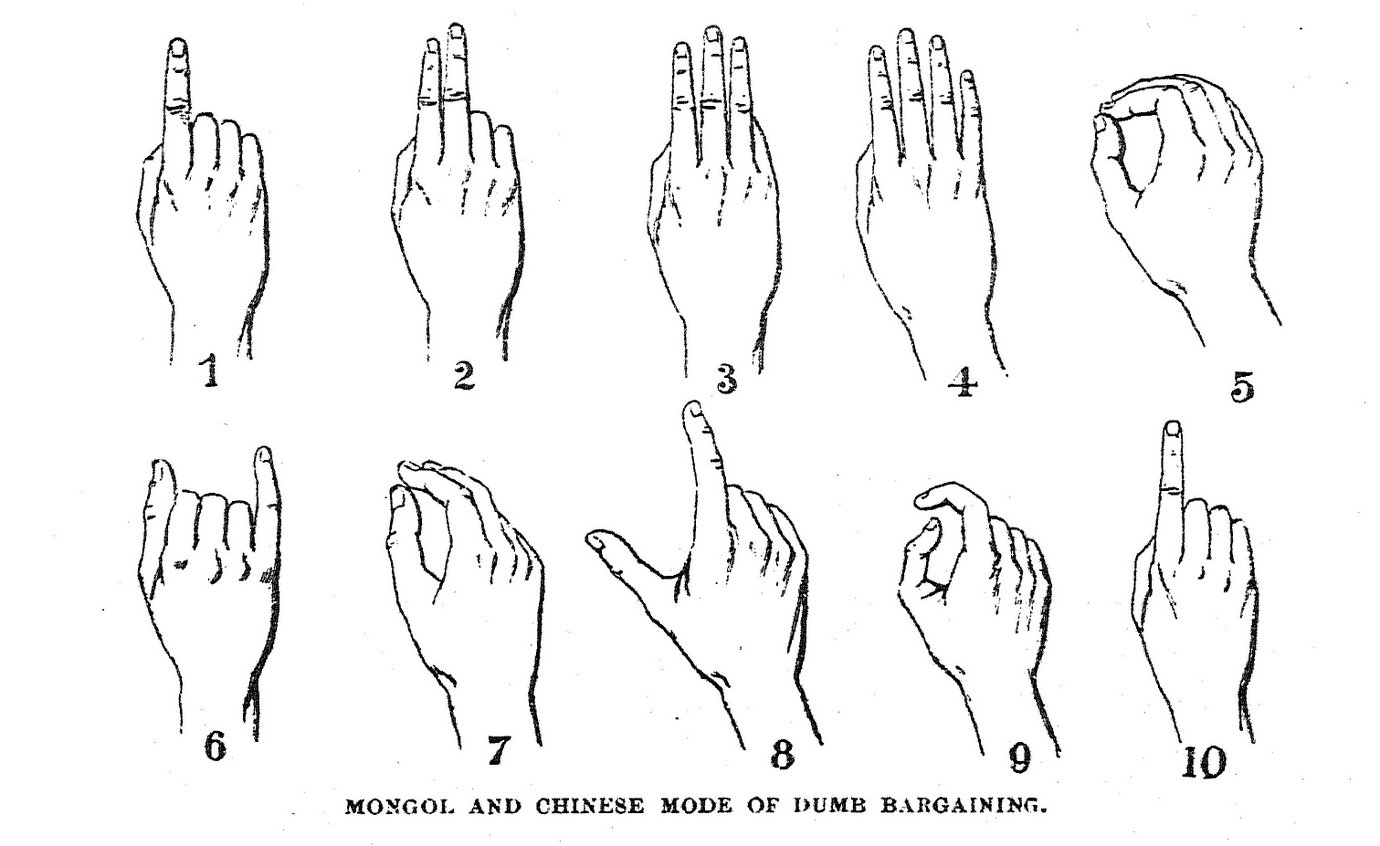
Signes utilisés pour le commerce silencieux entre Chinois et Mongols

Le commerce silencieux est un mode d'échange commercial entre Carthaginois et populations natives d'Afrique du Nord énoncé par Hérodote dans son livre IV, Melpomène, 196.
Le texte d'Hérodote énonce un mode de commerce avec dépôt des biens à vendre sur la plage et de métal précieux de la part des acheteurs, le seul moyen de communication utilisé étant la fumée issue de feux allumés sur les navires.
Selon Hérodote, « ils ne se font jamais tort les uns aux autres. » 
Le texte a souvent été utilisé afin d'appréhender les échanges commerciaux entre civilisations, y compris à une époque autre que l'antiquité.